# Marama Vahirua
Marama Vahirua (Papeete, 1980. május 12. –) tahiti labdarúgó, aki jelenleg az AS Pirae játékosa.

## Fordítás
- Ez a szócikk részben vagy egészben  a   Marama Vahirua című angol Wikipédia-szócikk fordításán alapul.  Az eredeti cikk szerkesztőit annak laptörténete sorolja fel. Ez a jelzés csupán a megfogalmazás eredetét és a szerzői jogokat jelzi, nem szolgál a cikkben szereplő információk forrásmegjelöléseként.